# Я — Нэнси
«Я — Нэнси» (англ. I Am Nancy) — американский документальный фильм 2011 года, снятый актрисой Хизер Ландженкамп и рассказывающий о том, как создавался образ одной из самых известных героинь в жанре фильмов ужасов — Нэнси Томпсон из «Кошмаров на улице Вязов».

## Производство

### Структура
Актриса Хизер Ландженкамп, выступающая в роли ведущего фильма, пытается разобраться, почему Фредди Крюгер и Нэнси Томпсон стали такими популярными персонажами. Рассказывает об их влиянии на жанр фильмов ужасов, а также делится своим мнением о том, почему Нэнси Томпсон — настоящая героиня. Также актриса рассказывает о том, как развивалась её карьера до и после работы с Крэйвеном; посетит несколько конвенций и попытается лично проанализировать рынок продукции, связанной с сериалом.

### Съёмки
В работе над проектом также приняли участие исполнитель роли Крюгера, актёр Роберт Инглунд, и автор сериала, режиссёр и сценарист Уэс Крэйвен. Съёмки фильма проходили в Лос-Анджелесе, штат Калифорния на протяжении двух лет.

### Саундтрек
В рамках промоакции, Том Ван Дум написал песню «I Am Nancy» (в исполнении Джейми Кун), которая доступна для платного скачивания с сайтов iTunes и CDBaby.

## Съёмочная группа
| Продюсеры: Джефф Крокер Хизер Ландженкамп Арлен Марикель Ассистенты монтажа: Брэдли Хэмптон Арлин Марикель Дэвин Танчум | Композиторы: Мэттью Йен Коэн Шон Шеффер Хэннесси Монтаж: Трой Богерт Аниматор: Тании Гем | Операторы: Джефф Крокер Патрик Флинн Антониос Калатзис Мэттью Ландженкамп Тревор Оуэн Дэвид Гем |

## Релиз

### Превью
Первое превью документального фильма было доступно на DVD-издании другого документального проекта — «Не спать тебе никогда: Наследие улицы Вязов», поступившего в продажу 4 мая 2010 года не задолго до выхода ремейка первой картины.

### Премьера
Премьера фильма состоялась на кино-фестивале «Days Of The Dead».

### Выход на DVD
DVD с самим фильмом вышел 29 апреля 2011 года. В качестве бонусных материалов на диске расположились:
- Музыкальное видео на песню «I Am Nancy» (3:50)
- Беседа с Робертом Инглундом (11:21)
- Расширенная версия интервью с Уэсом Крэйвеном (34:23)

### Критика
Обозреватель «Dread Central» присвоил фильму 4 из 5 звёзд: «Этот фильм должен увидеть каждый фанат «Кошмаров на улице Вязов» и актрисы Хезер Лэнгенкэмп.

### Награды[12]
- Amsterdam Film Festival: Лучший монтаж документального кино[13]
- Bleedfest
- Inanna Award